# シレジア人
シレジア人（シレジアじん、Silesian）は、現在のドイツ、ポーランド、チェコに分割されたシレジア地域に居住する人々である。

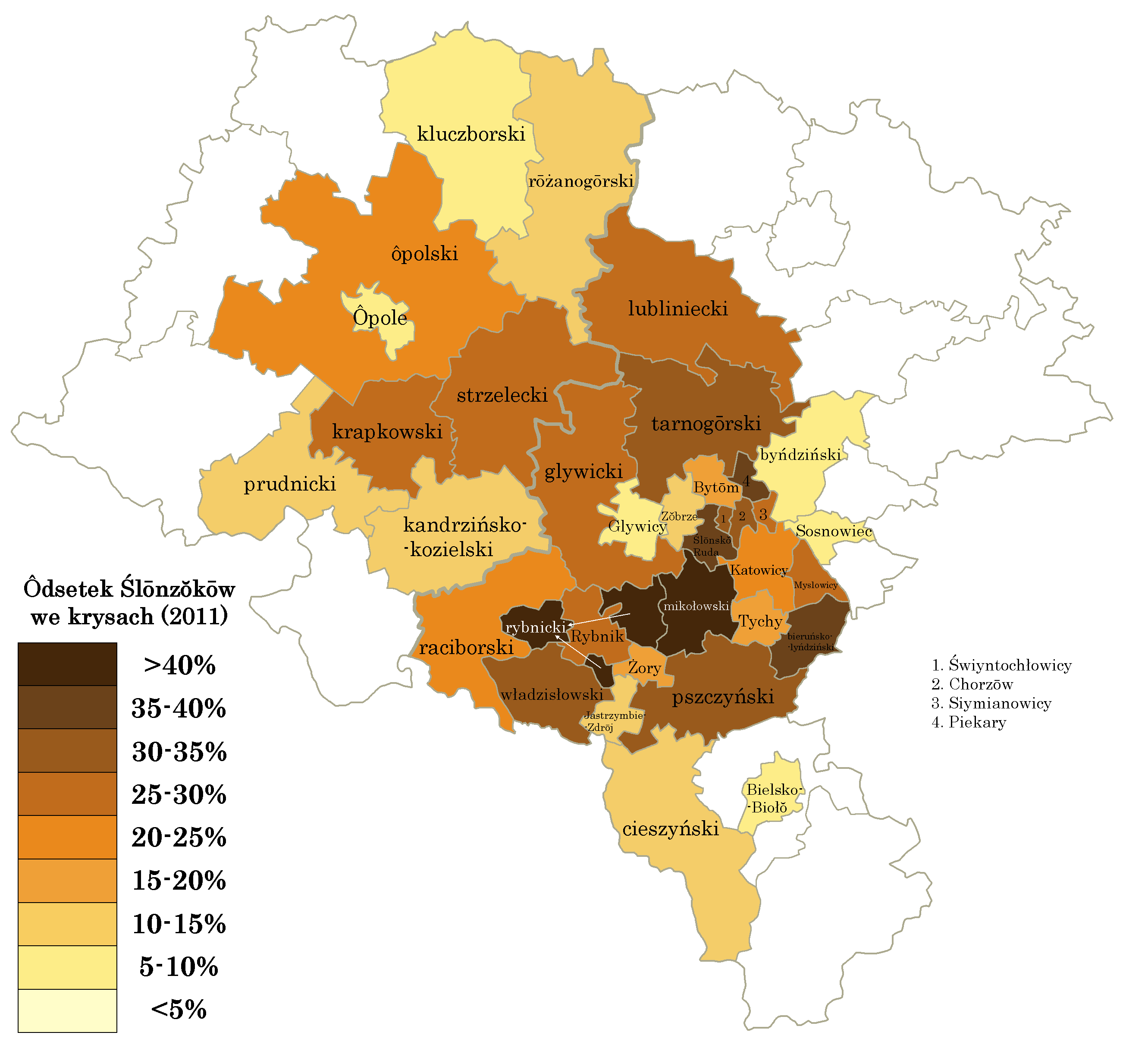
ポーランド・上シレジア州内でシレジア人を自認する者の割合（2011年）

シレジア人にあたる集団（歴史的には上シレジア）が識別出来る国家を構成していたかどうか、議論がある。現代の歴史では、彼らはドイツ人なのか、ポーランド人なのか、チェコ人なのか、と迫られることがあり、現在の各国家の中心民族の言語を話す。ところが、2011年のポーランド国家会議で81万7千人がナショナリティとしてシレジア人を言明（36万2千人が単一のナショナリティを言明、41万8千人のポーランド国籍保有者がシレジア人を第一のナショナリティとして保有すると言明、42万3千人のポーランド国籍保有者がシレジア人を第二のナショナリティとして保有すると言明）して（2002年のポーランド国家会議では17万3153人）、最も大きな少数民族グループを保っている。約12万6千人のシレジア人が、ドイツでのマイノリティーであると言明し、3番目に大きな少数民族グループを構成する（ポーランドに住むドイツ人の93%は、ポーランドのシレジア地域に居住する）。

## 歴史
20世紀の考古学的発見で、ケルト人による初期の定住地であったことが確認されている。

## 言語
スラヴ語派であるシレジア語（上シレジア語）はシレジア人の民族グループ、ポーランド内の上シレジアで話されており、2011年のポーランド会議によると、509,000人がシレジア語が母語であると言明している。シレジア語が方言であるか出自ある言語であるかについての論争がある。ポーランドの言語学者の多くは、シレジア語はポーランドの目立った地方方言であると考察している。しかし多くのシレジア人は、シレジア語はポーランド語やレヒト諸語と共に、スラヴ語派の西スラヴ語に属する別の言語で、同様に上下ソルブ語、チェコ語とスロバキア語があると見なしている。